# Talking Heads: 77
Albums de Talking Heads
More Songs About Buildings and Food
(1978)
Singles
1. Uh-Oh, Love Comes to Town
Sortie : 1977
2. Psycho Killer
Sortie : Décembre 1977
3. Pulled Up
Sortie : 1978

Talking Heads: 77 est le premier album studio de Talking Heads, sorti le 16 septembre 1977.
Déjà célèbre au CBGB, club renommé de New York, le groupe recrute le guitariste Jerry Harrison et commence à élaborer son premier album avec le cousin de Jon Bon Jovi, Tony Bongiovi. L'album obtient un succès important dès sa sortie en Europe et est consacré « découverte de l'année en 1977 » par Rolling Stone.
Il s'est classé 97e au Billboard 200.
En 2012, Rolling Stone l'a placé en 291e position de son classement des 500 plus grands albums de tous les temps, et il fait partie des 1001 albums qu'il faut avoir écoutés dans sa vie.

## Liste des titres
| 1. | Uh-Oh, Love Comes to Town | David Byrne | 2:48 |
| 2. | New Feeling               | David Byrne | 3:09 |
| 3. | Tentative Decisions       | David Byrne | 3:04 |
| 4. | Happy Day                 | David Byrne | 3:55 |
| 5. | Who Is It?                | David Byrne | 1:41 |
| 6. | No Compassion             | David Byrne | 4:47 |

| 1. | The Book I Read                  | David Byrne                              | 4:06 |
| 2. | Don't Worry About the Government | David Byrne                              | 3:00 |
| 3. | First Week/Last Week…Carefree    | David Byrne                              | 3:19 |
| 4. | Psycho Killer                    | David Byrne, Chris Frantz, Tina Weymouth | 4:19 |
| 5. | Pulled Up                        | David Byrne                              | 4:29 |

| 12. | Love → Building on Fire          | David Byrne                              | 3:00 |
| 13. | I Wish You Wouldn't Say That     | David Byrne                              | 2:39 |
| 14. | Psycho Killer (Acoustic version) | David Byrne, Chris Frantz, Tina Weymouth | 4:20 |
| 15. | I Feel It in My Heart            | David Byrne                              | 3:15 |
| 16. | Sugar on My Tongue               | David Byrne                              | 2:36 |

## Personnel

### Musiciens
- David Byrne : guitare, voix
- Chris Frantz : batterie
- Jerry Harrison : guitare, claviers, voix
- Tina Weymouth : basse